# Фентон Робінсон
Фе́нтон Ро́бінсон (англ. Fenton Robinson; 23 вересня 1935, Грінвуд, Міссісіпі — 25 листопада 1997, Рокфорд, Іллінойс) — американський блюзовий співак і гітарист, представник чиказького блюзу. Грав з Роско Гордоном, Джуніором Веллсом, Сонні Бой Вільямсоном, Отісом Рашом та ін. 2023 року включений до Зали слави блюзу
Альбом Робінсона I Hear Some Blues Downstairs був номінований на премію «Греммі». Його пісня «Somebody Loan Me a Dime» вважається блюзовим стандартом.

## Біографія

### Ранні роки
Народився в м. Грінвуді, штат Міссісіпі. Зростав на бавовняних та кукурудзяних плантаціях. Коли йому було 11 років, змайстрував свою першу гітару з дерев'яної коробки з-під сигар і дроту. Вчився грати, слухаючи пісні, що лунали з музичних автоматів або під час радіо-шоу, таких як King Biscuit Time. Особливо на творчість юного Робінсона вплинула музика техаського гітариста Ті-Боун Вокера.
У 1951 році Робінсон придбав акустичну гітару Stella за 13 доларів. Він поїхав до Мемфіса, штат Теннессі, щоб брати уроки в Чарльза Макґауена. Через два роки він вже переїхав туди. У Мемфісі грали живу музику і Робінсон вирішив спробувати себе.
Фентон приєднався до гурту Чарльза Макґауена, The McGowan Brothers, який грав разом з Боббі «Блу» Блендом. Він також приєднався до гурту The Castle Rockers, з яким гастролював та грав у барах та ресторанчиках на півдні країни. The Castle Rockers стали популярним після вистпупу на радіо-станції WDIA, але вже через рік гурт розпався.

### Перші записи

Сингл «Tennessee Woman»

В 1954 році переїхав до Літл-Рока, штат Арканзас, де він утворив свій власний гурт Fenton Robinson And The Castle Rockers. Гурт також давав концерти в барах та ресторанах. В 1956 році Робінсону вперше випала нагода потрапити до студії звукозапису, коли Роско Гордон використав музиканта в одному із записів на Duke Records. Наступного року Робінсон зробив свій власний запис, «Tennessee Woman», на дочірньому лейблі Duke, Meteor Records. Його вихователь, Чарльз Макґауен, також був у складі гурту.
В 1957 році почав співпрацювати разом з гітаристом Ларрі Девісом. Робінсон грав на гітарі, а Девіс переважно на бас-гітарі. Виступаючи разом із Боббі Бленда, на Робінсона і Дейвіса звернув увагу власник Duke Records Дон Робі, який підписав з обома музикантами контракт. Фентон зробив багато записів на лейблі Duke, включаючи інструментальну композицію «Freeze», яку юний Альберт Коллінс перезаписив для Duke, але Робі відмовився від неї. За декілька тижнів до версії Фентона, запис Коллінса випустив лейбл Kangaroo, а композиція Робінсона не мала успіху. Наступні декілька років Фентон записав низку синглів на лейблі Duke, включаючи версію пісні «As the Years Go By» Пепермінта Гарріса. Ларрі Дейвіс та молодий піаніст з Нового Орлеану Джеймс Букер брали участь у записах Фентона. Ці три музиканти також взяли участь у записі класичної пісні Девіса «Texas Flood».

### Чикаго
В 1961 році Робінсон переїхав до Чикаго. Відчувши потребу вдосконалення своєї майстерності і ширшого розкриття потенціалу, Фентон записався на уроки гітари до Реджі Бойда, талановитого сесійного музиканта та вчителя грі на гітарі. Фентон почав багато грати як сайдмен під час студійних записів, а також давати концерти в Саут-Сайді. Наступна сесія в студії відбулась в 1966 році для лейблу USA, під час якої Робінсон записав композиції «Say You're Leaving Me» і «From My Heart to You». Потім послідувавали «I Put my Baby In High Society» і «Rock Your Baby To Sleep» для лейблу Giant. Ці записи не мали великого успіху, але вже наступного року Фентон, разом із гуртом Б.Б. Кінга записав пісню, яка згодом стала його візитною карткою. Після того, як було розпродано понад 150,000 копій «Somebody Loan Me a Dime» лише в Чикаго, лейбл Palos був вже готовий розповсюджувати запис по всій країні. Поставляння нововиготовлених записів синглу вже мало початися, але раптом у Чикаго здійнялась хуртовина, в результаті чого доставка була затримана. Коли буран вщух, записи почали розповсюджуватися по всій країні, а Фентон здобув собі ім'я у Чикаго.
В 1969 році, колишній учасник гурту Steve Miller Band Боз Скеггз випустив свій другий сольний альбом. Пісня «Somebody Loan Me a Dime» була включена до альбому із Дуейном Оллманом на соло-гітарі, але в списку авторів значився Скеггз замість Робінсона. Пісня стала великим хітом для Боза. В результаті цього судовий процес за порушення авторських прав Скеггзом, який завершився перемогою Робінсона. Фентон продовжував працювати в студії, і в 1968 році випустив сингл на нашвіллському лейблі Sound Stage/Seventy-Seven. Потім, в 1971 році, на цьому лейблі він записав свій перший повний альбом, який вийшов через рік під назвою Monday Morning Boogie & Blues. В записі альбому Робінсону допомагав рок-гурт, а більшість соло зіграли інші музиканти; звучання було незадовільним і він погано продавався.

### Alligator Records

Фентон Робінсон на обкладинці журналу Living Blues, № 70 липень/серпень 1986

Робінсон продовжив гастролювати зі своїм гуртом, а також почав співпрацювати з гуртом Чарлі Масселвайта Charlie Musselwhite Band в 1971 і 1972 роках. В 1974 році дія контракту Фентона із лейблом Seventy-Seven закінчилась, і музикант підписав новий контракт із новоствореною студією Брюса Іглауера Alligator Records. Його дебютний альбом на Alligator Records, Somebody Loan Me a Dime, став 5-им альбомом в історії лейблу. Фанатам і критикам сподобалась платівка. Фентон виконав всі вокальні і гітарні сольні партії. Проте, попри те, що кар'єрний успіх пішов стрімко в гору, в житті музиканта стався трагічний випадок — Фентон був обвинувачений в ненавмисному вбивстві людини, яка загинула під час автомобільної катастрофи в 1969 році. Ані слава, ані термін ув'язнення в Джоліетській в'язниці, Джоліет, штат Іллінойс, не допомогли його кар'єрі. Відсидівши лише 9 місяців, він був звільнений під слово честі за гарну поведінку, а також завдяки великій кількості листів від прихильників, що надходили до комісії з умовно-дострокового звільнення.
В 1977 році Фентон випустив свій дгугий альбом на Alligator Records — I Hear Some Blues Downstairs. Запис був чудовий, але рівень був нижчий у порівнянні з його попередньою платівкою. Продажі альбому були невисокими; Фентон продовжував давати концерти, в основному в Чикаго. Він не записувався в студії до 1984 року, випустивши альбом на голландському лейблі Black Magic під назвою Blues in Progress, який був викуплений Alligator і виданий під іншою назвою Nightflight. Як і його попередник, альбом не мав успіху і погано продавався, в результаті чого Робінсон залишив Alligator Records.

### Останні роки
Black Magic записав Фентона; в 1989 році вийшов альбом Special Road. Проте як і попередні спроби, він також не мав особливого комерційного успіху. В 1990-х роках Фентон прожовджував виступати, одружився і оселився в Рокфорді, штат Іллінойс. 2 червня 1995 році він взяв участь у Чиказькому блюзовому фестивалі.
Помер 25 листопада 1997 у віці 62 років в Рокфорді через ускладнення захворювання раку мозку.

## Музична спадщина
В 1971 році Майті Джо Янг записав «Somebody Loan Me a Dime» для свого альбому Blues with a Touch of Soul. 1 листопада 1976 року Хіп Лінкчейн записав пісню для свого концертного альбому I Am on My Way.
Бадді Гай записав кавер-версію пісні Робінсона «7-11» для свого альбому 1994 року Slippin' In.

## Дискографія

### Студійні альбоми
- Monday Morning Boogie & Blues' (77 Records, 1972)
- Somebody Loan Me a Dime (Alligator, 1974)
- I Hear Some Blues Downstairs (Alligator, 1977)
- Getaway (77 Records, 1978)
- Blues in Progress (Black Magic, 1984)
- Nightflight (Alligator, 1984)
- Special Road (Evidence, 1989)

### Збірки
- Mellow Fellow (Charly, 1993)
- Mellow Blues Genius (ZYX Music, 2001)